# Selinsgrove
Selinsgrove és una població dels Estats Units a l'estat de Pennsilvània. Segons el cens del 2000 tenia 5.383 habitants.

## Demografia
Segons el cens del 2000, Selinsgrove tenia 5.383 habitants, 1.767 habitatges, i 987 famílies. La densitat de població era de 1.076,9 habitants/km².
Dels 1.767 habitatges en un 23,5% hi vivien nens de menys de 18 anys, en un 40,5% hi vivien parelles casades, en un 12,3% dones solteres, i en un 44,1% no eren unitats familiars. En el 34,2% dels habitatges hi vivien persones soles el 14,7% de les quals corresponia a persones de 65 anys o més que vivien soles. El nombre mitjà de persones vivint en cada habitatge era de 2,18 i el nombre mitjà de persones que vivien en cada família era de 2,75.
Per edats la població es repartia de la següent manera: un 14,6% tenia menys de 18 anys, un 34,9% entre 18 i 24, un 18,7% entre 25 i 44, un 15% de 45 a 60 i un 16,7% 65 anys o més.
L'edat mediana era de 26 anys. Per cada 100 dones de 18 o més anys hi havia 74,7 homes.
La renda mediana per habitatge era de 31.034$ i la renda mediana per família de 42.500$. Els homes tenien una renda mediana de 29.679$ mentre que les dones 22.115$. La renda per capita de la població era de 13.401$. Entorn del 7,8% de les famílies i el 16,7% de la població estaven per davall del llindar de pobresa.

## Poblacions més properes
El següent diagrama mostra les poblacions més properes.